# Старе Чапле (Опольське воєводство)
Старе Чапле (пол. Stare Czaple, нім. Alt Tschapel) — село в Польщі, у гміні Ключборк Ключборського повіту Опольського воєводства.
Населення — 172 особи (2011).
У 1975-1998 роках село належало до Опольського воєводства.

## Демографія
Демографічна структура станом на 31 березня 2011 року:
|          | Загалом | Допрацездатний вік | Працездатний вік | Постпрацездатний вік |
| -------- | ------- | ------------------ | ---------------- | -------------------- |
| Чоловіки | 83      | 23                 | 54               | 6                    |
| Жінки    | 89      | 11                 | 59               | 19                   |
| Разом    | 172     | 34                 | 113              | 25                   |